# Regementsstaden

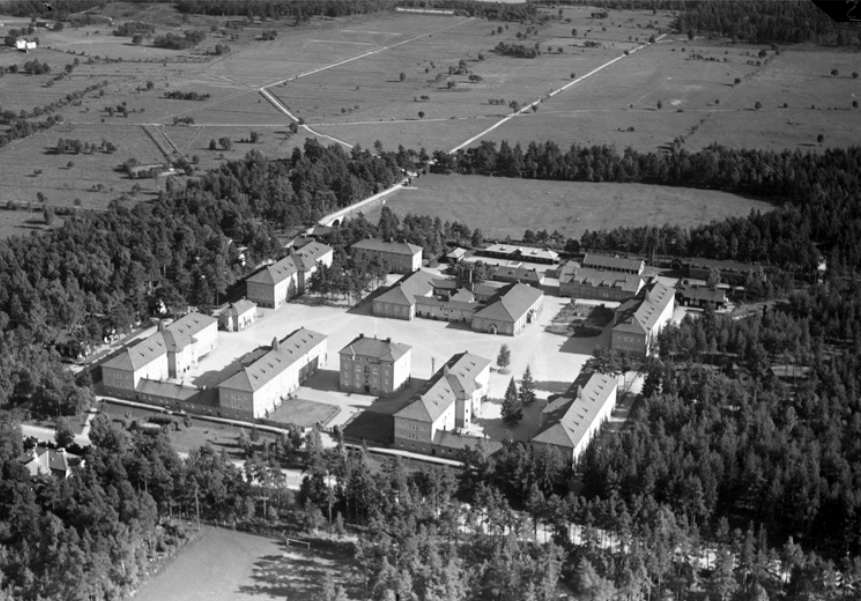
Flygbild från 1936 över kasernetablissementet

Regementsstaden är en stadsdel i Växjö. Stadsdelen angränsar till Räppe och Norra Bergundasjön i väster, Västra Mark i norr och Väster och Söder i öster.  
I Regementsstadens nordöstra del ligger ett område med före detta regementsbyggnader som sedan Kronobergs regemente (I 11) avvecklats omformats till en företagsby, Företagsstaden I11.
I Regementsstadens södra del ligger Bäckaslöv, där Växjö kommun planerar att skapa ett nytt bostadsområde med 1200 bostäder och en ny skola som ska stå klar år 2026.